# Tuanku Syed Sirajuddin
Tuanku Syed Sirajuddin (Arau, 17 maggio 1943) è il ragià di Perlis dal 2000 ed è stato Yang di-Pertuan Agong della Malaysia dal 2001 al 2006.

## Origini e formazione
Tuanku Syed Sirajuddin è nato ad Arau il 17 maggio 1943, secondo dei dieci figli del raja Putra e di Tengku Budriah binti Almarhum Tengku Ismail. Ha studiato inizialmente alla Scuola Malese di Arau, poi, dal 5 gennaio 1950, nella Wellesley Primary School di Penang e in seguito nella Westland Primary School fino alla fine del 1955. Tuanku Syed Sirajuddin ha iniziato la sua istruzione secondaria alla Penang Free School il 9 gennaio 1956 per poi recarsi in Inghilterra per studiare alla Wellingborough School per quattro anni, fino al 1963. Nel gennaio del 1964 è entrato, come allievo ufficiale, alla Royal Military Academy di Sandhurst, in Inghilterra. Ha lasciato l'accademia nel dicembre del 1965.

## Carriera iniziale
Al suo ritorno dall'Inghilterra, Tuanku Syed Sirajuddin ha servito nel Ministero della Difesa. Il suo primo posto era di sottotenente nel 2º Reggimento della Malaysian Reconnaissance Corps. Nel 1966, fu trasferito a Sabah e poi a Sarawak nel 1967. Ha poi servito a Pahang per diversi anni fino a quando si è dimesso il 31 dicembre 1969 per tornare a Perlis. È stato promosso al grado di tenente nel dicembre del 1967.
Nel 1970, è rientrato nelle forze armate, come capitano della Territorial Army locale dal 16 novembre 1970 fino al 1º ottobre 1972. È stato promosso a maggiore al momento del congedo. Attualmente è comandante del 504º reggimento dell'Unità di riserva dell'esercito con il grado di colonnello.

## Raja di Perlis
Nel mese di ottobre del 1960, quando era ancora studente, è stato nominato Raja Muda (principe ereditario) di Perlis. Il giorno dopo la morte del padre, il 17 aprile 2000 è diventato il dodicesimo sovrano di Perlis.

## Yang di-Pertuan Agong
Il 13 dicembre 2001 la Conferenza dei governanti lo ha eletto dodicesimo Yang di-Pertuan Agong della Malesia. Questa nomina è avvenuta prima del previsto, poiché il sultano di Selangor e precedente re supremo, Salahuddin di Selangor, è morto il 21 novembre 2001, prima della fine del suo mandato prevista per il 2004. Il mandato di Tuanku Syed Sirajuddin si è concluso il 12 dicembre 2006.

## Vita personale
Il 15 febbraio 1967 si è sposato con Tengku Fauziah binti Almarhum Tengku Abdul Rashid (nata il 6 giugno 1946) a Kota Bharu, nel Kelantan. I due hanno un figlio, Tuanku Syed Faizuddin Putra Jamalullail (nato il 30 dicembre 1967) e una figlia, Sharifah Fazira (nata il 5 giugno 1973).
Tuanku Syed Sirajuddin ha viaggiato in molti paesi, tra cui il Regno Unito, la Francia, la Germania, la Danimarca, l'Austria, l'Italia, la Svizzera, l'Egitto, la Spagna, la Libia, i Paesi Bassi, il Belgio, la Thailandia e l'Arabia Saudita.

## Hobby
Il monarca è attivo nello sport. Tra i suoi sport preferiti ci sono il golf, il tennis e il calcio. È tifoso del Tottenham Hotspur Football Club. È Presidente del Putra Golf Club di Perlis dal maggio 1971 e patrono dell'Associazione Arbitri di Calcio di Perlis dal 1967. È stato anche presidente della Federcalcio di Perlis per 18 anni.

## Contributi sociali
Tuanku Syed Sirajuddin interagisce spesso con il suo popolo attraverso vari campi e dirige numerose organizzazioni sociali.
Il sovrano è rinomato per la dedizione verso la sua gente e nutre grande interesse per l'educazione. Con l'istituzione della Fondazione Tuanku Syed Putra nel 1986, molti studenti di Perlis sono stati in grado di proseguire gli studi a livello locale e all'estero. Il monarca è presidente di questa fondazione.
Tuanku Syed Sirajuddin è direttamente coinvolto negli affari religiosi da quando è stato nominato presidente del Consiglio islamico di Perlis dal padre. Egli è particolarmente preoccupato per gli affari religiosi dello Stato che si basano sulla dottrina della "Ahlis Sunnah Waljamaah". Per questo, il monarca è costantemente in contatto con i capi religiosi del suo Stato.

## Onorificenze[1]

### Onorificenze malesi
Personalmente è stato insignito dei titoli di: